# Flicker World Tour
Flicker World Tour es la segunda gira del cantante irlandés Niall Horan como anfitrión y la también segunda para promocionar su primer álbum de estudio como solista Flicker (2017). La gira inició el 12 de marzo de 2018 en el 3Arena en Dublín, capital de Irlanda, y está prevista para finalizar el 23 de septiembre de ese mismo año en West Palm Beach. La gira cuenta con actos de apertura a cargo de las cantantes Julia Michaels y Maren Morris.

## Antecedentes
En septiembre de 2016 se confirmó el contrato de Horan como solista bajo el sello discográfico Capitol Records. Durante mismo mes, el cantante lanzó su primer sencillo titulado "This Town", posteriormente, en mayo de 2017 lanzó su segundo sencillo "Slow Hands". Ambas canciones se incluyeron en su primer disco en solitario. bautizado como Flicker y puesto a la venta el 20 de octubre de 2017.
Una gira promocional de 20 fechas bajo el nombre de Flicker Sessions 2017 fue oficialmente anunciada el 10 de julio de 2017 a través de las diferentes redes sociales de Horan y su página web. Los boletos para la gira salieron a la venta el 12 de julio de 2017 en países europeos, mientras que en Norteamérica fueron puestos en venta mediante la plataforma "Verified Fan" de Ticketmaster el día 15 de julio de 2017.
El 11 de julio de 2017, el intérprete de Slow Hands publicó una carta en sus redes sociales en donde explicaba sus intenciones de realizar una gira durante el 2018 lo que resultó en este Flicker World Tour.
Flicker Sessions 2017 comenzó en el Olympia Theatre de Dublín el 29 de agosto de 2017 y prevé su última fecha para el 22 de noviembre de ese mismo año en San Francisco. En ella, los fanáticos pudieron escuchar los temas del disco antes que nadie en un espacio íntimo en donde la música era la protagonista.

## Anuncio de la Gira
El 8 de septiembre de 2017, Horan anunció las primeras fechas de la gira en donde se mostraba que el inicio de esta sería el 1 de junio de 2018 en la ciudad neozelandesa de Auckland. El 14 de septiembre de 2017, Horan anunció que lanzaría su álbum debut como solista, Flicker, el 20 de octubre de 2017. Al día siguiente, anunció que recorrería América del Norte. Maren Morris fue anunciada como el acto de apertura tanto para Oceanía como para América del Norte. El 19 de septiembre de 2017, Horan anunció que cancelaría su presentación en Ciudad de México perteneciente a su anterior gira debido al Terremoto de Puebla de 2017 pero días más tarde, más concretamente el 2 de octubre, le sacó una sonrisa de nuevo a sus fanáticos mexicanos al anunciar la manga latinoamericana de la gira la cual se compondría de 5 conciertos. El 11 de octubre de añadió uno más en Ciudad de México.
Cuatro días más tarde del anuncio, Horan reveló que traería su gira a Europa entre los meses de marzo y mayo de 2018, dando pistoletazo de salida a la gira en Dublín. Posteriormente, anunció más conciertos en Glasgow y Mánchester. El 26 de octubre anunció una etapa asiática de 4 fechas en sus redes sociales.

## Lista de canciones
1. "On The Loose"
2. "The Tide"
3. "This Town"
4. "Paper Houses"
5. "You and Me"
6. "Dancing in the Dark" (cover de Bruce Springsteen)
7. "Seeing Blind" con Maren Morris
8. "Flicker"
9. "Fool's Gold" (tema de One Direction)
10. "Too Much To Ask"
11. "So Long" (tema inédito)
12. "Since We’re Alone"
13. "Fire Away"
14. "Crying in the Club" (cover de Camila Cabello)
15. "On My Own"
16. "Drag Me Down" (tema de One Direction)"
17. "Slow Hands"
18. "Mirrors"

"On My Own" fue el tema de cierre hasta el 1 de junio, intercambiando lugares con "Mirrors" desde el 3 de junio, en Brisbane.

## Fechas de la Gira
| Fecha                    | Ciudad           | País           | Recinto                                        | Acto de Apertura | Asistencia y Recaudación |
| Europa                   | Europa           | Europa         | Europa                                         | Europa           | Europa                   |
| ------------------------ | ---------------- | -------------- | ---------------------------------------------- | ---------------- | ------------------------ |
| 10 de marzo de 2018      | Killarney        | Irlanda        | Inec                                           | Julia Michaels   | —                        |
| 12 de marzo de 2018      | Dublín           | Irlanda        | 3Arena                                         | Julia Michaels   | —                        |
| 13 de marzo de 2018      | Belfast          | Irlanda        | SSE Arena                                      | Julia Michaels   | —                        |
| 15 de marzo de 2018      | Mánchester       | Reino Unido    | O2 Apollo Manchester                           | Julia Michaels   | —                        |
| 16 de marzo de 2018      | Mánchester       | Reino Unido    | O2 Apollo Manchester                           | Julia Michaels   | —                        |
| 18 de marzo de 2018      | Glasgow          | Reino Unido    | SEC Armadillo                                  | Julia Michaels   | —                        |
| 19 de marzo de 2018      | Glasgow          | Reino Unido    | SEC Armadillo                                  | Julia Michaels   | —                        |
| 22 de marzo de 2018      | Londres          | Reino Unido    | O2 Academy Brixton                             | Julia Michaels   | —                        |
| 24 de marzo de 2018      | Cardiff          | Reino Unido    | Motorprint Arena                               | Julia Michaels   | —                        |
| 26 de marzo de 2018      | Bournemouth      | Reino Unido    | Bournemouth International Centre               | Julia Michaels   | —                        |
| 27 de marzo de 2018      | Brighton         | Reino Unido    | Brighton Centre                                | Julia Michaels   | —                        |
| 29 de marzo de 2018      | Dublín           | Irlanda        | 3Arena                                         | Julia Michaels   | —                        |
| 18 de abril de 2018      | París            | Francia        | Le Zénith                                      | Julia Michaels   | —                        |
| 19 de abril de 2018      | Colonia          | Alemania       | Palladium                                      | Julia Michaels   | —                        |
| 21 de abril de 2018      | Berlín           | Alemania       | Temprodom                                      | Julia Michaels   | —                        |
| 22 de abril de 2018      | Copenhague       | Dinamarca      | Store Vega                                     | Julia Michaels   | —                        |
| 24 de abril de 2018      | Oslo             | Noruega        | Sentrum Scene                                  | Julia Michaels   | —                        |
| 25 de abril de 2018      | Estocolmo        | Suecia         | Fryshuset                                      | Julia Michaels   | —                        |
| 27 de abril de 2018      | Hamburgo         | Alemania       | Merhi Theatre                                  | Julia Michaels   | —                        |
| 28 de abril de 2018      | Ámsterdam        | Países Bajos   | AFAS Live                                      | Julia Michaels   | —                        |
| 30 de abril de 2018      | Bruselas         | Bélgica        | Forest National                                | Julia Michaels   | —                        |
| 1 de mayo de 2018        | Múnich           | Alemania       | Tonhalle                                       | Julia Michaels   | —                        |
| 3 de mayo de 2018        | Zúrich           | Suiza          | Halle 622                                      | Julia Michaels   | —                        |
| 4 de mayo de 2018        | Viena            | Austria        | Gasometer                                      | Julia Michaels   | —                        |
| 6 de mayo de 2018        | Bolonia          | Italia         | Unipol Arena                                   | Julia Michaels   | —                        |
| 7 de mayo de 2018        | Milán            | Italia         | Mediolanum Forum                               | Julia Michaels   | —                        |
| 9 de mayo de 2018        | Barcelona        | España         | Razzmatazz                                     | Julia Michaels   | —                        |
| 11 de mayo de 2018       | Madrid           | España         | La Riviera                                     | Julia Michaels   | —                        |
| 12 de mayo de 2018       | Lisboa           | Portugal       | Coliseu                                        | Julia Michaels   | —                        |
| Oceanía                  |                  |                |                                                |                  |                          |
| 1 de junio de 2018       | Auckland         | Nueva Zelanda  | Spark Arena                                    | Maren Morris     | —                        |
| 3 de junio de 2018       | Brisbane         | Australia      | Brisbane Entertaintment Center                 | Maren Morris     | —                        |
| 5 de junio de 2018       | Sídney           | Australia      | Qudos Bank Arena                               | Maren Morris     | —                        |
| 7 de junio de 2018       | Melbourne        | Australia      | Margaret Court Arena                           | Maren Morris     | —                        |
| Asia                     |                  |                |                                                |                  |                          |
| 10 de junio de 2018      | Manila           | Filipinas      | Mall of Asia Arena                             | —                | —                        |
| 12 de junio de 2018      | Singapur         | Singapur       | The Star Performing Center                     | —                | —                        |
| 14 de junio de 2018      | Tokio            | Japón          | Zeep DiverCity                                 | —                | —                        |
| 15 de junio de 2018      | Tokio            | Japón          | Shinkiba Studio Coast                          | —                | —                        |
| Latinoamérica            |                  |                |                                                |                  |                          |
| 4 de julio de 2018       | Santiago         | Chile          | Movistar Arena                                 | Maren Morris     | —                        |
| 6 de julio de 2018       | Buenos Aires     | Argentina      | Luna Park                                      | Maren Morris     | —                        |
| 8 de julio de 2018       | Río de Janeiro   | Brasil         | KM de Vantagens Hall                           | Maren Morris     | —                        |
| 10 de julio de 2018      | São Paulo        | Brasil         | Espaço Das Américas                            | Maren Morris     | —                        |
| 13 de julio de 2018      | Ciudad de México | México         | Pepsi Center                                   | Maren Morris     | —                        |
| 14 de julio de 2018      | Ciudad de México | México         | Pepsi Center                                   | Maren Morris     | —                        |
| Norteamérica             |                  |                |                                                |                  |                          |
| 18 de julio de 2018      | The Woodlands    | Estados Unidos | Cynthia Woods Mitchell Pavilion                | Maren Morris     | —                        |
| 20 de julio de 2018      | Dallas           | Estados Unidos | Starplex Pavilion                              | Maren Morris     | —                        |
| 21 de julio de 2018      | Rogers           | Estados Unidos | Walmart Arkansas Music Pavilion                | Maren Morris     | —                        |
| 23 de julio de 2018      | Nashville        | Estados Unidos | Ascend Amphitheater                            | Maren Morris     | —                        |
| 25 de julio de 2018      | Cincinnati       | Estados Unidos | Riverbend Music Center                         | Maren Morris     | —                        |
| 26 de julio de 2018      | Tinley Park      | Estados Unidos | Hollywood Casino Amphitheatre Tinley Park      | Maren Morris     | —                        |
| 28 de julio de 2018      | Tulsa            | Estados Unidos | BOK Center                                     | Maren Morris     | —                        |
| 30 de julio de 2018      | West Valley City | Estados Unidos | USANA Amphitheatre                             | Maren Morris     | —                        |
| 31 de julio de 2018      | Nampa            | Estados Unidos | Ford Idaho Center                              | Maren Morris     | —                        |
| 2 de agosto de 2018      | Auburn           | Estados Unidos | White River Amphitheatre                       | Maren Morris     | —                        |
| 4 de agosto de 2018      | Mountain View    | Estados Unidos | Shoreline Amphitheatre                         | Maren Morris     | —                        |
| 5 de agosto de 2018      | Irvine           | Estados Unidos | Fivepoint Amphitheater                         | Maren Morris     | —                        |
| 7 de agosto de 2018      | Los Ángeles      | Estados Unidos | Greek Theatre                                  | Maren Morris     | —                        |
| 8 de agosto de 2018      | Los Ángeles      | Estados Unidos | Greek Theatre                                  | Maren Morris     | —                        |
| 17 de agosto de 2018     | Chula Vista      | Estados Unidos | Mattress Firm Amphitheatre                     | Maren Morris     | —                        |
| 18 de agosto de 2018     | Las Vegas        | Estados Unidos | The Pearl at The Palms                         | Maren Morris     | —                        |
| 20 de agosto de 2018     | Morrison         | Estados Unidos | Red Rocks Amphitheatre                         | Maren Morris     | —                        |
| 22 de agosto de 2018     | Kansas City      | Estados Unidos | Starlight Theatre                              | Maren Morris     | —                        |
| 23 de agosto de 2018     | Saint Paul       | Estados Unidos | Minnesota State Fair                           | Maren Morris     | —                        |
| 25 de agosto de 2018     | Maryland Heights | Estados Unidos | Hollywood Casino Amphitheatre Maryland Heights | Maren Morris     | —                        |
| 26 de agosto de 2018     | Noblesville      | Estados Unidos | Klipsch Music Center                           | Maren Morris     | —                        |
| 28 de agosto de 2018     | Clarkston        | Estados Unidos | DTE Energy Music Theatre                       | Maren Morris     | —                        |
| 29 de agosto de 2018     | Cuyahoga Falls   | Estados Unidos | Blossom Music Center                           | Maren Morris     | —                        |
| 31 de agosto de 2018     | Bristow          | Estados Unidos | Jiffy Lube Live                                | Maren Morris     | —                        |
| 2 de septiembre de 2018  | Allentown        | Estados Unidos | Great Allentown Fair Grandstand                | Maren Morris     | —                        |
| 5 de septiembre de 2018  | Toronto          | Canadá         | Budweiser Stage                                | Maren Morris     | —                        |
| 7 de septiembre de 2018  | Darien           | Estados Unidos | Darien Lake Performing Arts Center             | Maren Morris     | —                        |
| 8 de septiembre de 2018  | Mansfield        | Estados Unidos | Xfinity Center                                 | Maren Morris     | —                        |
| 11 de septiembre de 2018 | Camden           | Estados Unidos | BB&T Pavilion                                  | Maren Morris     | —                        |
| 12 de septiembre de 2018 | Wantagh          | Estados Unidos | Jones Beach Theater                            | Maren Morris     | —                        |
| 14 de septiembre de 2018 | Hartford         | Estados Unidos | Xfinity Theatre                                | Maren Morris     | —                        |
| 15 de septiembre de 2018 | Holmdel          | Estados Unidos | PNC Bank Arts Center                           | Maren Morris     | —                        |
| 17 de septiembre de 2018 | Raleigh          | Estados Unidos | Coastal Credit Union Music Park                | Maren Morris     | —                        |
| 19 de septiembre de 2018 | Charlotte        | Estados Unidos | PNC Music Pavilion                             | Maren Morris     | —                        |
| 20 de septiembre de 2018 | Alpharetta       | Estados Unidos | Verizon Wireless Amphitheatre at Encore Park   | Maren Morris     | —                        |
| 22 de septiembre de 2018 | Tampa            | Estados Unidos | MidFlorida Credit Union Amphitheatre           | Maren Morris     | —                        |
| 23 de septiembre de 2018 | West Palm Beach  | Estados Unidos | Coral Sky Amphitheatre                         | Maren Morris     | —                        |